# Лозица (Бургасская область)
Лозица (болг. Лозица) — село в Болгарии. Находится в Бургасской области, входит в общину Сунгурларе. Население составляет 11 человек.

## Политическая ситуация
В местном кметстве Грозден, в состав которого входит Лозица, должность кмета (старосты) исполняет Цонко Сашев Беев (Движение за права и свободы (ДПС)) по результатам выборов правления кметства.
Кмет (мэр) общины Сунгурларе — Георги Стефанов Кенов (Движение за права и свободы (ДПС)) по результатам выборов в правление общины.